# Coptocephala cyanocephala
Coptocephala cyanocephala es un coleóptero de la familia Chrysomelidae.
Fue descrita científicamente en 1848 por Lacordaire.